# Tani Yutaka
Tani Yutaka (谷 豊?, Tani Yutaka; Fukuoka, 6 novembre 1911 – Singapore, 17 marzo 1942) è stato un agente segreto giapponese, attivo nell'odierna Malaysia con il nome "Mohd Ali bin Abdullah".

## Biografia
Il contadino Yutaka Tani nacque nel quartiere di Minami, Fukuoka, figlio di una famiglia giapponese che possedeva il proprio negozio di alimentari a Hulu Terengganu. Si trasferì quindi nell'allora Malesia britannica con la sua famiglia, dove divenne un bandito conosciuto come "Harimao-Malayu", cioè "Tigre malese" nella lingua locale. Prima della seconda guerra mondiale, divenne un agente segreto dell'esercito imperiale giapponese. Morì di malaria in un ospedale di Singapore, dove è sepolto nel parco del cimitero giapponese.

## Nella cultura di massa
La storia della sua vita è stata descritta in romanzi, nei film Marai no Tora del 1943 e Harimau del 1989, e nello special d'animazione giapponese Lupin III - All'inseguimento del tesoro di Harimao del 1995.